# Harry Hopman
Henry Christian Hopman, detto Harry (Glebe, 12 agosto 1906 – Seminole, 27 dicembre 1985), è stato un tennista e allenatore di tennis australiano.

## Carriera
Il primo successo in un torneo del Grande Slam arriva nel 1929 al torneo di casa. Partecipa infatti al doppio maschile degli Australian Championships 1929 insieme a Jack Crawford e riesce a conquistare il titolo superando in finale il team formato da Jack Cummings e Gar Moon per 6-1, 6-8, 4-6, 6-1, 6-3.
Agli Australian Championships 1930 arriva a un passo da conquistare il titolo in tutte le specialità, singolare doppio e doppio misto. Nel doppio maschile riesce a vincere per il secondo anno consecutivo insieme a Crawford, sconfiggendo in finale Tim Fitchett e John Hawkes. Nel doppio misto partecipa ad una rarissima finale tra coppie sposate, Harry e la moglie Nell Hall hanno la meglio su Marjorie e Jack Crawford per 11-9, 3-6, 6-3. Nel singolare però ci pensa Edgar Moon a impedirgli la tripletta sconfiggendolo in finale per 6–3 6–1 6–3.
Al Roland Garros raggiunge i quarti di finale venendo eliminato dal futuro vincitore Henri Cochet in quattro set, nel doppio invece raggiunge la finale insieme a Jim Willard ma vengono sconfitti da Henri Cochet e Jacques Brugnon.
In carriera ha raggiunto diciassette finali del Grande Slam, ben dodici in Australia, vincendone sette. La carriera viene interrotta dall'inizio della Seconda guerra mondiale, ma nonostante ciò nel 1948, a conflitto finito, raggiunge la finale del doppio maschile agli Internazionali di Francia insieme a Frank Sedgman ma ne esce nuovamente sconfitto.

### Coppa Davis
In carriera fa il suo esordio in nazionale nel 1928, gioca in totale sedici partite vincendone la metà.
Il vero successo nella competizione non arriva durante il suo periodo da tennista ma in quello da capitano. Ha infatti guidato la Squadra australiana per due periodi distinti, il primo nel 1938-39 ed il secondo dal 1950 al 1969. Sotto la sua guida l'Australia ha conquistato ben sedici insalatiere d'argento ponendo così Hopman tra i migliori capitani nella storia del tennis.

## Vita privata
Si sposa la prima volta con Nell Hall, anch'essa tennista, e insieme vincono quattro titoli del doppio misto.
Nel 1969 emigra negli Stati Uniti diventando allenatore alla Port Washington Tennis Academy, tra gli altri ha insegnato a futuri campioni quali Vitas Gerulaitis e John McEnroe. Successivamente apre assieme alla seconda moglie Lucy la Hopman Tennis Academy a Largo.
Nel 1978 viene introdotto nell'International Tennis Hall of Fame. Quattro anni dopo la sua morte viene creata la Hopman Cup che si disputa all'inizio di ogni stagione. La seconda moglie Lucy si sposta ogni anno dalla sua residenza negli Stati Uniti a Perth per seguire la competizione ed è stata adottata come regina del torneo.

## Finali del Grande Slam

### Singolare

#### Finali perse (3)
| Anno | Torneo                   | Avversario in finale | Risultato               |
| 1930 | Australian Championships | Edgar Moon           | 6–3, 6–1, 6–3           |
| 1931 | Australian Championships | Jack Crawford        | 6–4, 6–2, 2–6, 6–1      |
| 1932 | Australian Championships | Jack Crawford        | 4–6, 6–3, 3–6, 6–3, 6–1 |

### Doppio

#### Vinte (2)
| Anno | Torneo                   | Compagno      | Avversari in finale      | Risultato               |
| 1929 | Australian Championships | Jack Crawford | Jack Cummings Gar Moon   | 6–1, 6–8, 4–6, 6–1, 6–3 |
| 1930 | Australian Championships | Jack Crawford | Tim Fitchett John Hawkes | 8–6, 6–1, 2–6, 6–3      |

#### Finali perse (5)
| Anno | Torneo                      | Compagno         | Avversari in finale              | Risultato               |
| 1930 | Internazionali di Francia   | Jim Willard      | Henri Cochet Jacques Brugnon     | 6–3, 9–7, 6–3           |
| 1931 | Australian Championships    | Jack Crawford    | Charles Donohoe Ray Dunlop       | 8–6, 6–2, 5–7, 7–9, 6–4 |
| 1932 | Australian Championships    | Gerald Patterson | Jack Crawford Gar Moon           | 12–10, 6–3, 4–6, 6–4    |
| 1939 | U.S. National Championships | Jack Crawford    | Adrian Quist John Bromwich       | 8–6, 6–1, 6–4           |
| 1948 | Internazionali di Francia   | Frank Sedgman    | Lennart Bergelin Jaroslav Drobný | 8–6, 6–1, 12–10         |